# تيم جودا
تيم جودا (بالإنجليزية: Tim Judah)‏ هو صحفي بريطاني، ولد في 1962.